# Trioceros perreti
Trioceros perreti là một loài thằn lằn trong họ Chamaeleonidae. Loài này được Klaver & Böhme miêu tả khoa học đầu tiên năm 1992.